# Brachyleptus quadratus
Brachyleptus quadratus is een keversoort uit de familie bastaardglanskevers (Kateretidae). De wetenschappelijke naam van de soort werd in 1844 gepubliceerd door Sturm.